# 윤태희
윤태희(한국 한자: 尹兌熺, 1966년 8월 25일~)는 대한민국의 배우이자 연극인이고, 서울 출생인데, 1986년에 연극배우로 처음 데뷔를 하였다.

## 학력
- 중앙대학교 사범대학 부속여자고등학교[1] (졸업)
- 서울예술전문대학[2]  연극학과 (전문학사)

## 영화
- 2022년 같은 속옷을 입는 두 여자 - 죄훈방가게 손님3 역
- 2020년 양지 - 주연 역
- 2020년 돌멩이 - 석구 엄마 역
- 2019년 임랑 - 주연 역
- 2019년 영화로운 나날 - 깐돌이 할머니 역
- 2019년 벌새 - 병원환자 역
- 2018년 추억대출 -  주연 역
- 2017년 복덕방 - 노을집 주인 역
- 2017년 메리 크리스마스 미스터 모 - 수영장 중년여성 역
- 2017년 부라더 - 젊은 할머니 역
- 2017년 포크레인 - 슈퍼 아주머니 역
- 2017년 녹화중이야 - 연희모 역
- 2016년 특별시민 - 피해자 가족1 역
- 2016년 내일의 시간 -  고모1 역
- 2016년 방석 - 중년 영숙 역
- 2016년 소금 - 엄마 역